# Kościół Świętych Apostołów Piotra i Pawła w Łaszczowie
Kościół Świętych Apostołów Piotra i Pawła w Łaszczowie – rzymskokatolicki kościół parafialny w mieście Łaszczów, w województwie lubelskim. Należy do dekanatu Łaszczów diecezji zamojsko-lubaczowskiej.

## Historia

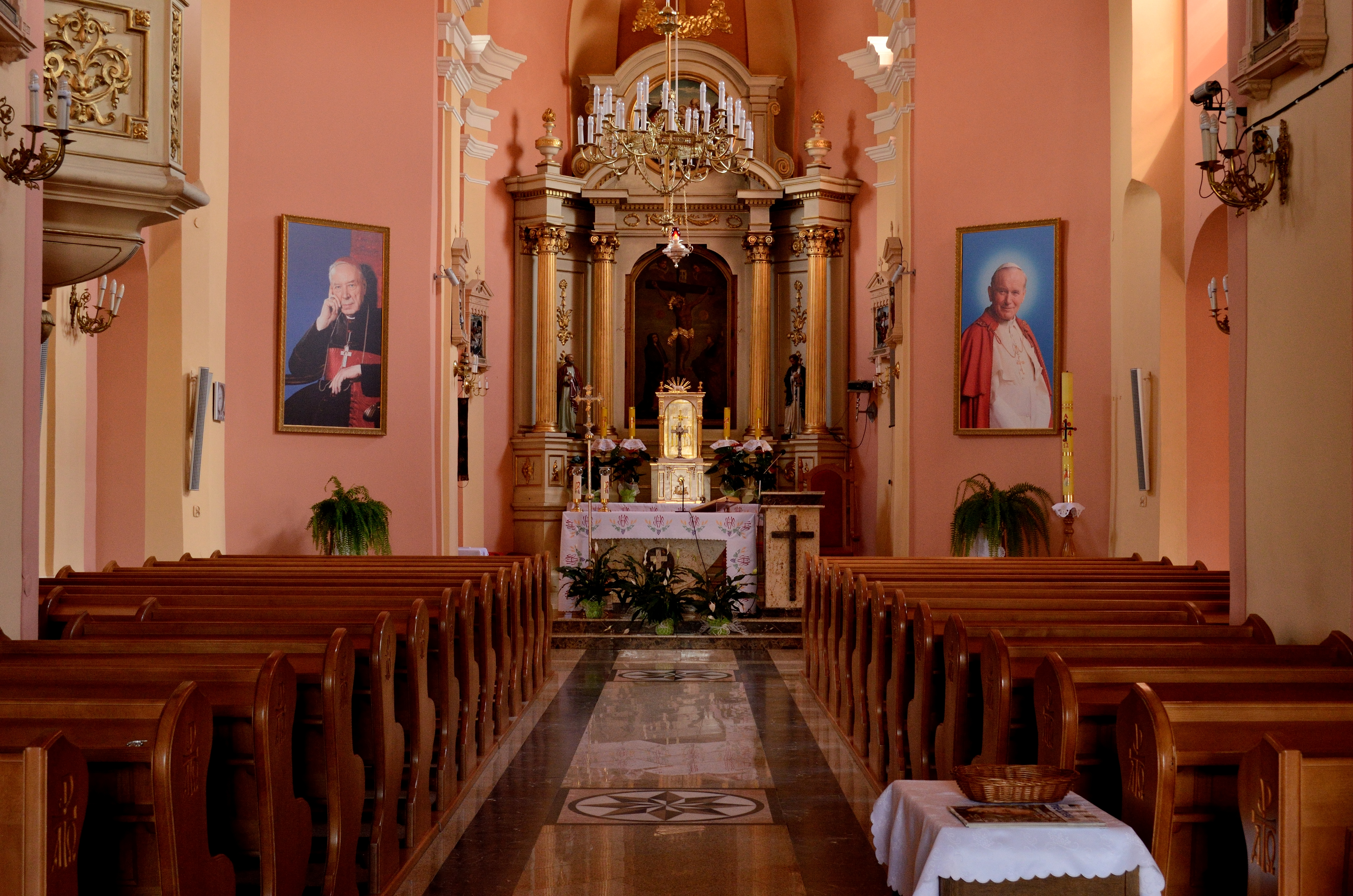
Wnętrze świątyni

Świątynia została wzniesiona w latach 1749–1751 w stylu barokowym jako budowla murowana o jednej nawie z prezbiterium, zakrystią oraz przedsionkiem. Została ufundowana przez Franciszka Salezego Potockiego, krajczego koronnego i jego małżonkę Annę. W latach 1890–1902 budowla została gruntownie wyremontowana, prace polegały na przebudowaniu fasady i dostawieniu kruchty. W 1912 roku została położona posadzka, ufundowana przez hrabiego Szeptyckiego. Podczas I wojny światowej, w 1915 roku, kościół został częściowo uszkodzony. W 1944 roku świątynia uległa częściowemu zniszczeniu, w 1945 roku została wyremontowana.